# Queen Charlotte (Schiff, 1790)
Die Queen Charlotte, auch HMS Queen Charlotte, war ein 100-Kanonen-Linienschiff (Dreidecker) 1. Ranges der britischen Marine, das 1790 vom Stapel lief. Sie diente Richard Howe, 1. Earl Howe während der Seeschlacht vom 1. Juni 1794 als Flaggschiff. Am 17. März 1800 geriet sie vor der italienischen Insel Capraia in Brand und explodierte kurz darauf. 673 Besatzungsmitglieder kamen hierbei ums Leben.

## Geschichte
Die Queen Charlotte wurde am 12. Dezember 1782 in Auftrag gegeben, der Baubeginn verzögerte sich jedoch durch eine Verkleinerung der britischen Flotte nach dem Amerikanischen Unabhängigkeitskrieg. Am 1. September 1785 erfolgte schließlich im Chatham Dockyard in Kent die Kiellegung, der Stapellauf am 15. April 1790. Der Bau war am 7. Juli 1790 nach fast fünf Jahren fertiggestellt. Das Schiff wurde als eines von drei Schiffen der von Sir Edward Hunt entworfenen Umpire Class von 1772 nach denselben Plänen gebaut wie die 1788 vom Stapel gelaufene Royal George. Die Baukosten des Schiffes beliefen sich auf 54.648 Pfund Sterling.
Im Mai 1794 wurde die Queen Charlotte als Flaggschiff von Admiral Richard Howe als Teil einer aus 32 Schiffen bestehenden Flotte entsandt, um einen französischen Konvoi abzufangen. In der folgenden Seeschlacht vom 1. Juni 1794 konnten sechs französische Einheiten gekapert werden. Die Queen Charlotte verlor in der Schlacht ihr Vorstengestagsegel, blieb ansonsten aber ohne größere Beschädigungen. Am 23. Juni 1795 war das Schiff an weiteren Kampfhandlungen gegen französische Einheiten in der Seeschlacht bei der Île de Groix beteiligt. Bei Kämpfen vor Brest im selben Jahr diente es als Flaggschiff von Admiral Samuel Hood.

### Unglück

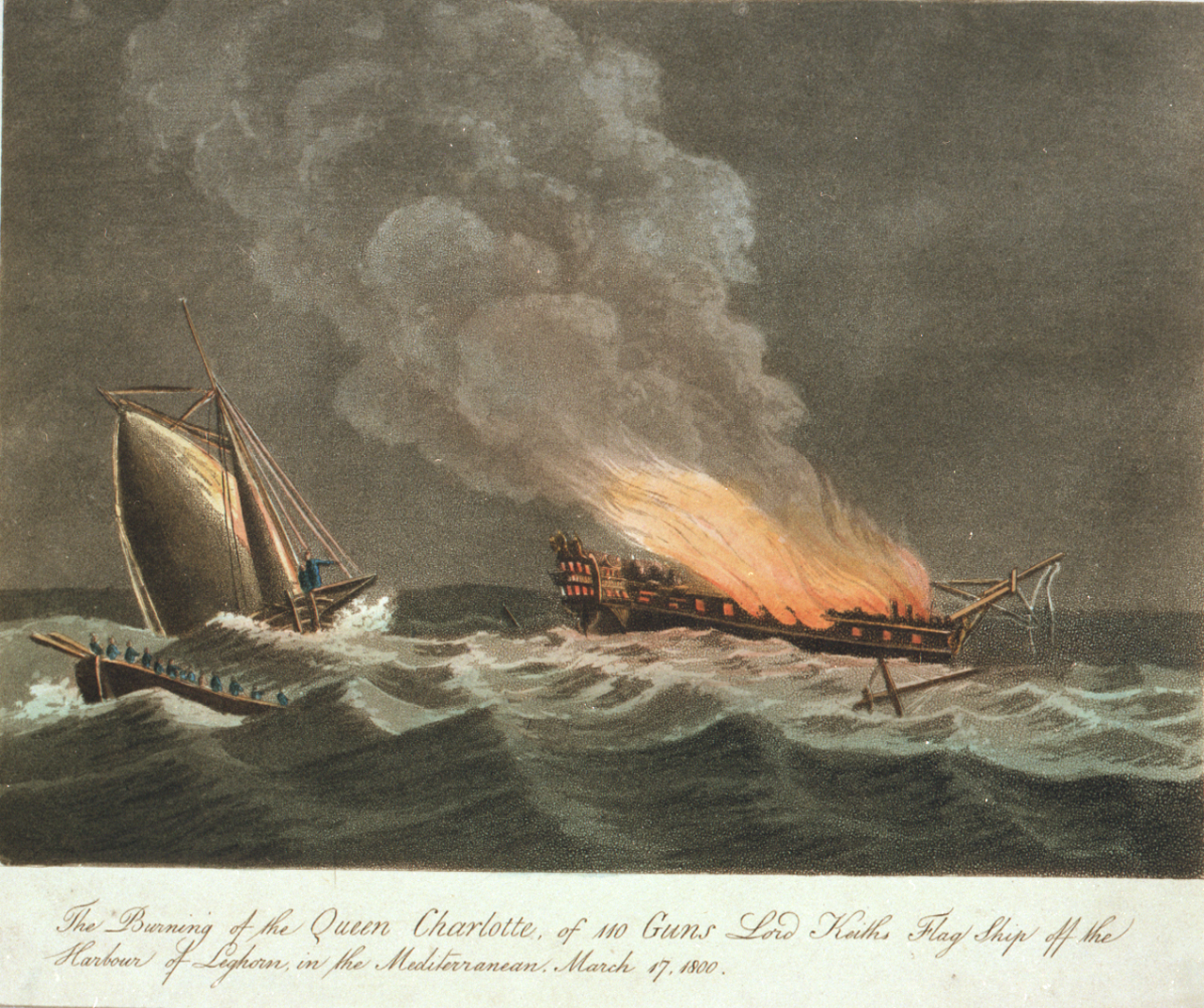
Zeitgenössische Darstellung der brennenden Queen Charlotte (1800)

Am 17. März 1800 lag die Queen Charlotte mit 840 Mann Besatzung in der Nähe von Capraia, als sie gegen 6 Uhr Ortszeit aus unbekannter Ursache Feuer fing. Der überlebende Zimmermann John Braid vermutete als Auslöser des Brandes die Entzündung von Heu in der Nähe eines Luntenbehälters. Das Schiff befand sich auf dem Weg nach Cabrera, wo es gegen Einheiten der französischen Flotte den Kampf aufnehmen sollte. Zur Unglücksstelle gibt es unterschiedliche Angaben. Einige zeitgenössische Quellen behaupteten, dass sich die Queen Charlotte bereits unweit von Cabrera befand.
Das Schiff war zum Zeitpunkt seiner Zerstörung das Flaggschiff der Mittelmeer-Flotte von Vizeadmiral George Elphinstone, 1. Viscount Keith, der sich während des Brandes nicht an Bord befand und das Unglück vom Festland aus beobachtete. Der Vizeadmiral musste sich daher „einem Untersuchungs-Prozeß pro Forma“ unterwerfen. Mehrere aus Livorno zu Hilfe eilende US-amerikanische Schiffe verloren Besatzungsmitglieder, als sich die Ladungen der Kanonen der Queen Charlotte durch die Hitze selbst entzündeten (Cook off). Der Kommandant James Todd (in manchen Quellen auch als A. Tod bezeichnet) verfasste während des Brandes mehrere kurze Berichte über das Unglück, die er Teilen der Besatzung im Falle ihrer Rettung mitgab. Er selbst kam beim Unglück ums Leben.
Das Feuer auf der Queen Charlotte konnte nicht gelöscht werden. Gegen 11 Uhr Ortszeit explodierte das Schiff, kenterte und schwamm kieloben. Unklar ist, ob es später versank oder in Teilen geborgen werden konnte. 673 Mann Besatzung kamen beim Unglück ums Leben, darunter der Kommandant und weitere Militärs höheren Ranges. 
Nach Aussagen des Vizeadmirals Viscount Keith konnten 206 Menschen gerettet werden. Zum Zeitpunkt des Unglücks befanden sich zwölf Frauen an Bord. Fünf von ihnen konnten sich zunächst „auf einem kleinen Stück Holz“ über Wasser halten, ertranken jedoch, „weil keine Hilfe kam“. Die Pulverkammer, in der sich 916 Fässer Pulver befanden, war „nicht mit in die Luft geflogen, denn man hatte gleich anfänglich Wasser in dieselbe laufen lassen“.
Als Ersatz für den Verlust lief 1810 eine neue, nach denselben Plänen gebaute Queen Charlotte im Deptford Dockyard vom Stapel.